# 最優秀選手
最優秀選手（さいゆうしゅうせんしゅ、英: Most Valuable Player, MVP）とは、スポーツ競技などにおいて、最も優れた成績を収めた選手に贈られる賞で、通常は年間（シーズン）を通した試合の中から選出される。
「一試合ごと」あるいは「一定の期間ごと」に選出されるマン・オブ・ザ・マッチ（英: man of the match, MOM）や、Best and faires、MIP（Most Impressive Player）、MOP（Most Outstanding Player) についても解説する。

## サッカー
- バロンドール - 1956年創設。フランス・フットボールによって選出される。
- FIFA最優秀選手賞 - 1991年に創設され2009年まで贈られていた賞。
- ザ・ベスト・FIFAフットボールアウォーズ - 2016年に創設された上記の賞の後継。
- プレミアリーグ年間最優秀選手  - プレミアリーグによって選出される。
- PFA年間最優秀選手賞 - FAでプレーする全選手が対象となりPFAによって選出される。
- FWA年間最優秀選手賞 - サッカーライター協会（英語版）によって選出される。
- Jリーグアウォーズ #最優秀選手賞・得点王 - ベストイレブンの結果を参考に、選考委員会にて投票により決定。

## その他の競技
- 最優秀選手 (日本プロ野球) - セ・リーグ、パ・リーグ双方から1名が選出される。
- 最優秀選手 (Bリーグ) - 日本のバスケットボール（B.LEAGUE）
- 最優秀選手 (ボクシング) - 日本のボクシング
- 最優秀選手 (MLB) - アメリカのプロ野球（MLB）
- 最優秀選手 (KBO) - 韓国のプロ野球（KBO）
- 最有価値球員 (CPBL) - 台湾のプロ野球（CPBL）
- 最優秀選手 (NBA) - アメリカのバスケットボール（NBA）
- 最優秀選手 (NFL) - アメリカンフットボール（NFL）
- ハート記念賞 - 北アメリカのアイスホッケー（NHL）

## MVP以外の呼称
マン・オブ・ザ・マッチ（英: man of the match）、プレーヤー・オブ・ザ・マッチ（英: player of the match）、プレーヤー・オブ・ザ・ゲーム（英: player of the game）は、チームで行われるスポーツのある特定の試合において、その試合の中で印象に残るプレーをした選手に贈られる賞である。基本的に勝利したチームの選手に贈られることが多いが、どのチームに所属する選手も対象となる。チャンピオンシップや、オールスターゲームの試合で選出されることが多い。

### Best and faires
スポーツによっては独特な伝統のある賞で、オーストラリアでは通常「Best and fairest」という呼称が用いられ、特定の試合あるいは長いシーズンのいずれも対象となり贈られる。

### MIP（Most Impressive Player）などの呼称について
北アメリカでは「MIP（Most Impressive Player）」や「MOP（Most Outstanding Player）」といった呼称が用いられている。MIPは印象に残るプレイを行った選手を、MOPはずば抜けた成績を出している選手を称える表現である。
アイスホッケーのNHLでは、上位3人が選出される「three stars」がこれに該当する。なお、サッカー競技においてもFIFAワールドカップでは2002年日韓大会よりマン・オブ・ザ・マッチが制定されている。